# Léopold Dion
Léopold Dion, conosciuto come il mostro di Pont-Rouge (Québec, 25 febbraio 1920 – Québec, 17 novembre 1972), è stato un serial killer canadese, attivo in Québec negli anni sessanta.

## Crimini
La sua prima violenza sessuale, che si trasformò in seguito in tentato omicidio, fu contro una ragazza di Pont-Rouge. Léopold Dion e il fratello stuprarono e accoltellarono la donna su dei binari ferroviari che collegavano la strada Rang Petit-Capsa al villaggio di Pont-Rouge. La lasciarono credendola morta ma sopravvisse, nonostante avesse riportato danni fisici e psicologici.
Dion abusò sessualmente di 21 ragazzi, uccidendone 4. Attirava le sue vittime fingendosi un fotografo.
Il suo primo omicidio riguardò il dodicenne Guy Luckenuck, quel giorno a Quebec City per lezioni di pianoforte. Dion avvicinò il ragazzo scattandogli delle foto con una vecchia camera prima di dirgli che voleva proseguire altrove. Portò il ragazzo in campagna dove, in un luogo isolato, lo strangolò e poi lo seppellì.
Il 5 maggio 1963, Dion incontrò i bambini di 8 e 10 anni Alain Carrier e Michel Morel. Usò lo stesso piano per attirarli in macchina, portandoli in un edificio in disuso a Saint-Raymond-de-Portneuf. Disse ad Alain che voleva giocare al prigioniero, affinché potesse legare il bambino. Una volta che il bambino fu sopraffatto, Dion spostò l'attenzione sull'altro, Michel, che aveva lasciato fuori, e chiese al bambino di togliersi i vestiti. Dion quindi lo strangolò con una garrota, prima di rientrare nell'edificio e strangolare l'altro bambino.
Il 26 maggio 1963, incontrò il tredicenne Pierre Marquis, che fu anche lui ingannato con il trucco del fotografo. Erano a poca distanza da una duna, che era diventata la tomba di Guy Luckenuck il mese prima. Ancora una volta, Dion chiese alla vittima di spogliarsi e posare nudo. Il ragazzo accettò, ma quando Dion tentò di strangolarlo, lottò fino a che non fu sopraffatto. Dion strangolò quindi Marquis.

## Arresto
Dion, che era in libertà condizionata dopo aver stuprato una maestra di scuola anni prima, fu arrestato il giorno dopo il suo ultimo omicidio. Fu la descrizione rilasciata da un ragazzo che aveva avvicinato ma che gli sfuggì, che portò la polizia ad arrestarlo. Una volta in prigione, Dion aspettò un mese prima di confessare nel dettaglio gli omicidi nell'interrogatorio. Portò poi gli investigatori nel luogo dove aveva seppellito i corpi.

## Processo
L'avvocato Guy Bertrand difese Dion al processo. Dion alla fine fu accusato solo di un omicidio, quello di Pierre Marquis, per la mancanza di prove per gli altri omicidi. Il 10 aprile 1964, il giudice Gérard Lacroix lo condannò all'impiccagione.
La pena di morte fu commutata in ergastolo dal Governatore generale del Canada Georges Vanier dopo che l'appello alla Corte suprema del Canada di Bertrand era fallito.

## Morte
Il 17 novembre 1972, Dion fu accoltellato a morte da un altro detenuto, Normand “Lawrence d'Arabie” Champagne, che fu in seguito giudicato non colpevole per l'omicidio per insanità mentale.